# Ciclismo

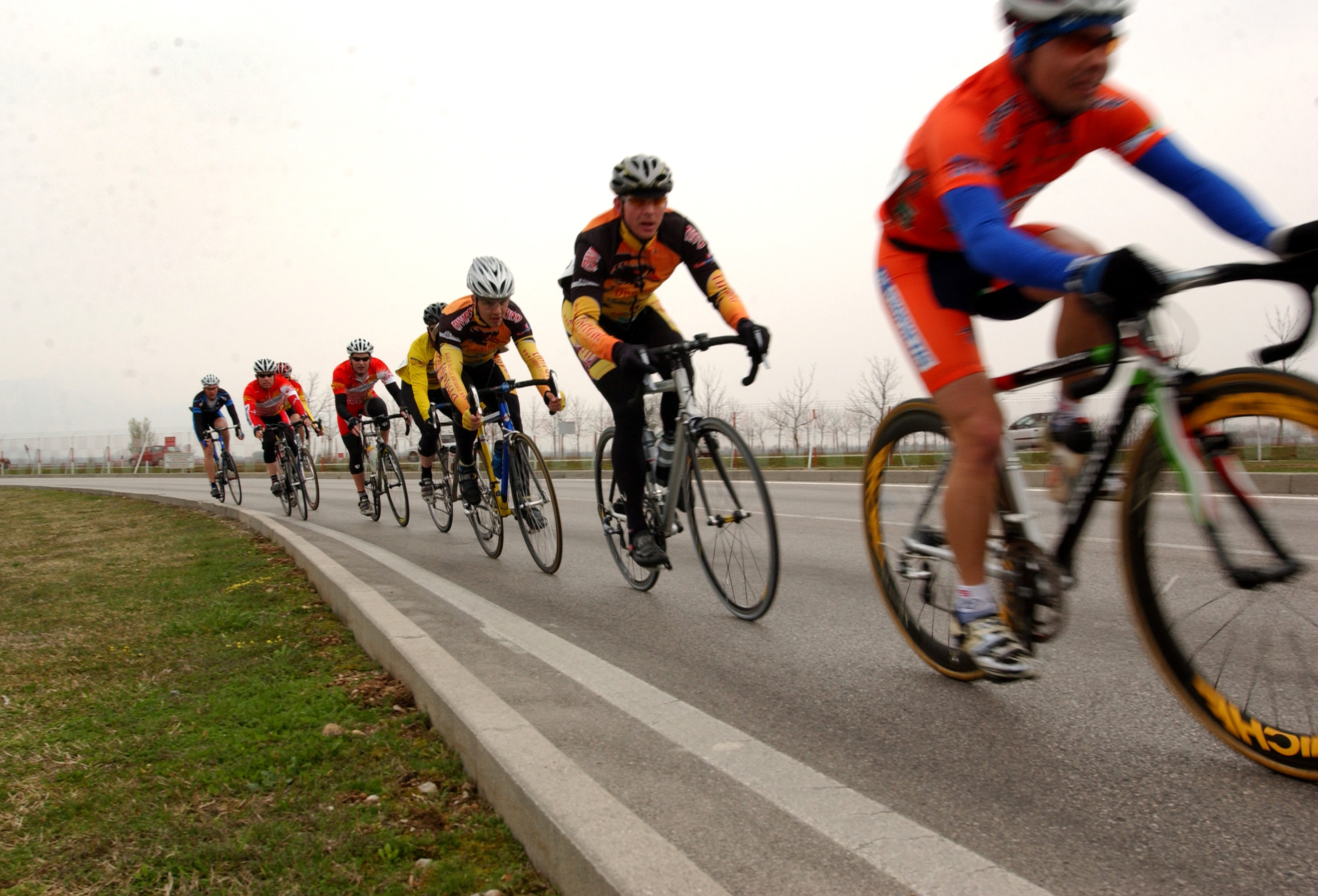
Ciclistas en la carretera

El ciclismo es un deporte en el que se utiliza una bicicleta para recorrer circuitos al aire libre o en pista cubierta y que engloba diferentes especialidades.

## Tipos de ciclismos

### Competición
El ciclismo de competición es un deporte en el que se utilizan distintos tipos de bicicletas. Hay varias modalidades o disciplinas en el ciclismo de competición como ciclismo en carretera, ciclismo en pista, ciclismo de montaña, trial, ciclocrós y BMX, y dentro de ellas varias especialidades. El ciclismo de competición es reconocido como un deporte olímpico. La Unión Ciclista Internacional es el organismo gobernante mundial para el ciclismo y eventos internacionales de ciclismo de competición.

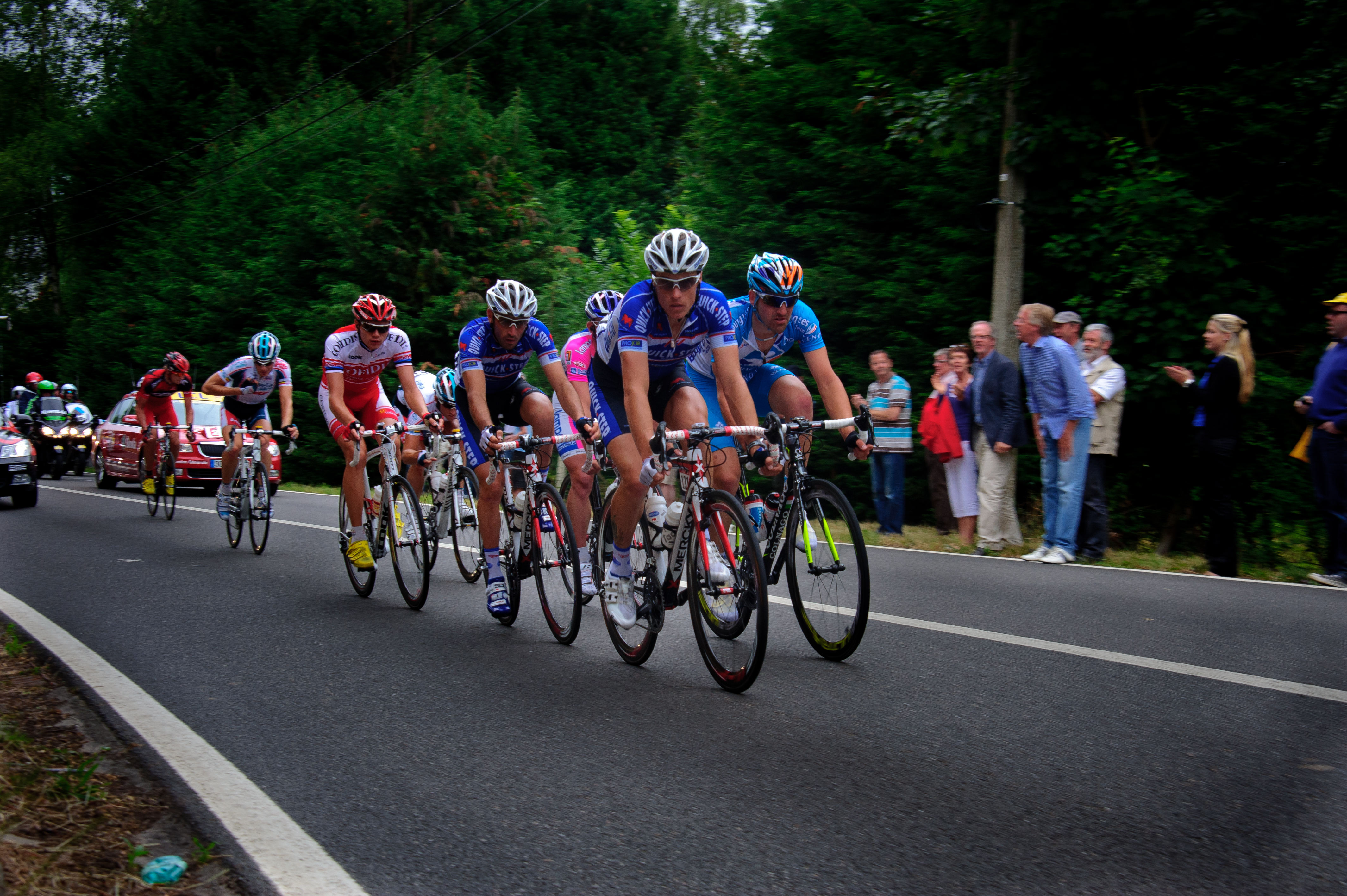
Tour de Francia 2010

#### Ciclismo en carretera

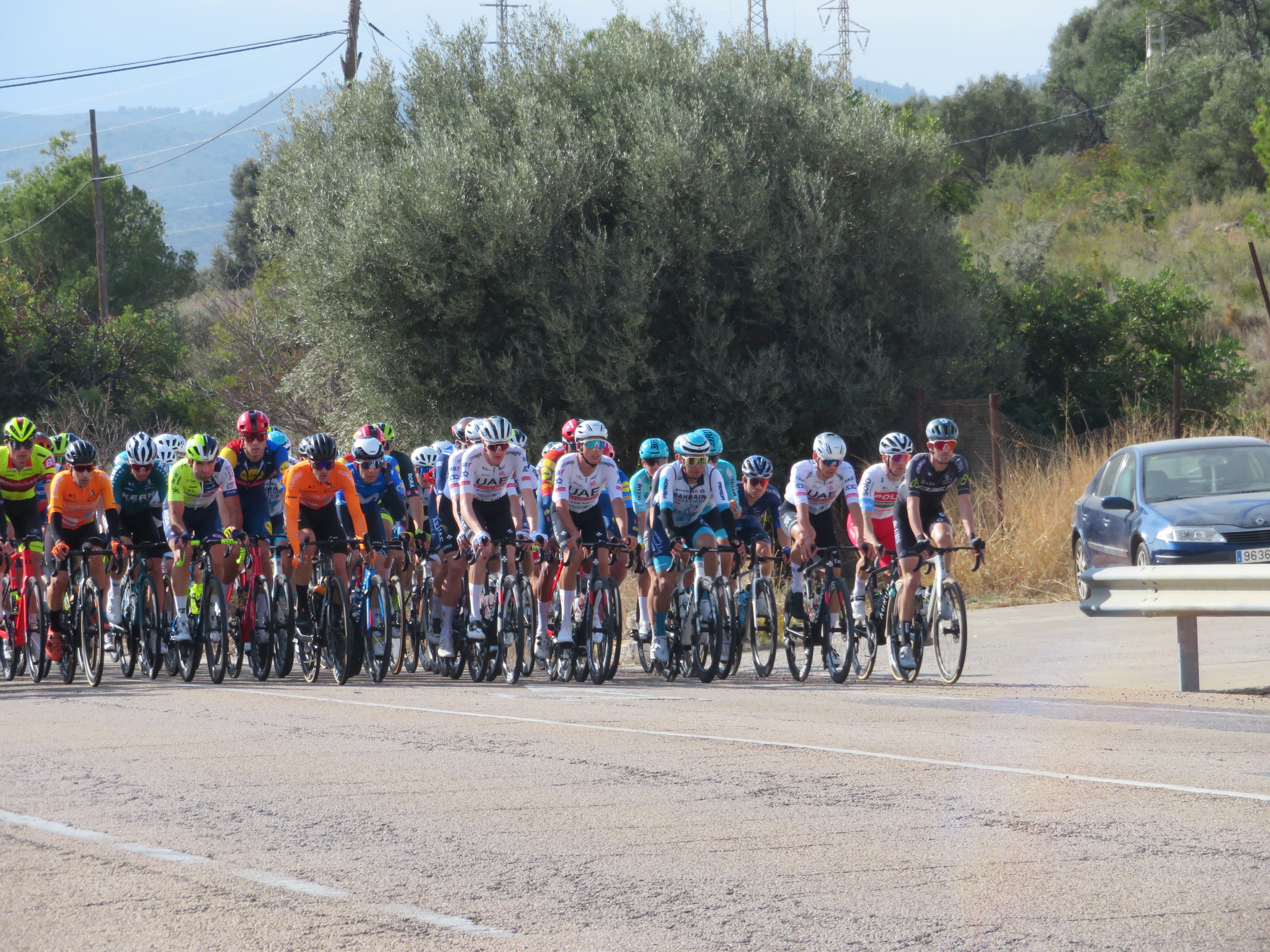
Pelotón ciclista transitando en forma agrupada.

Se caracteriza por disputarse sobre asfalto aunque en determinadas pruebas se circule por caminos no asfaltados. Dentro del ciclismo en carretera existen las siguientes pruebas:
1 Prueba en línea de un día. Las pruebas de este tipo de mayor éxito se denominan clásicas y dentro ellas destacan los llamados monumentos del ciclismo.

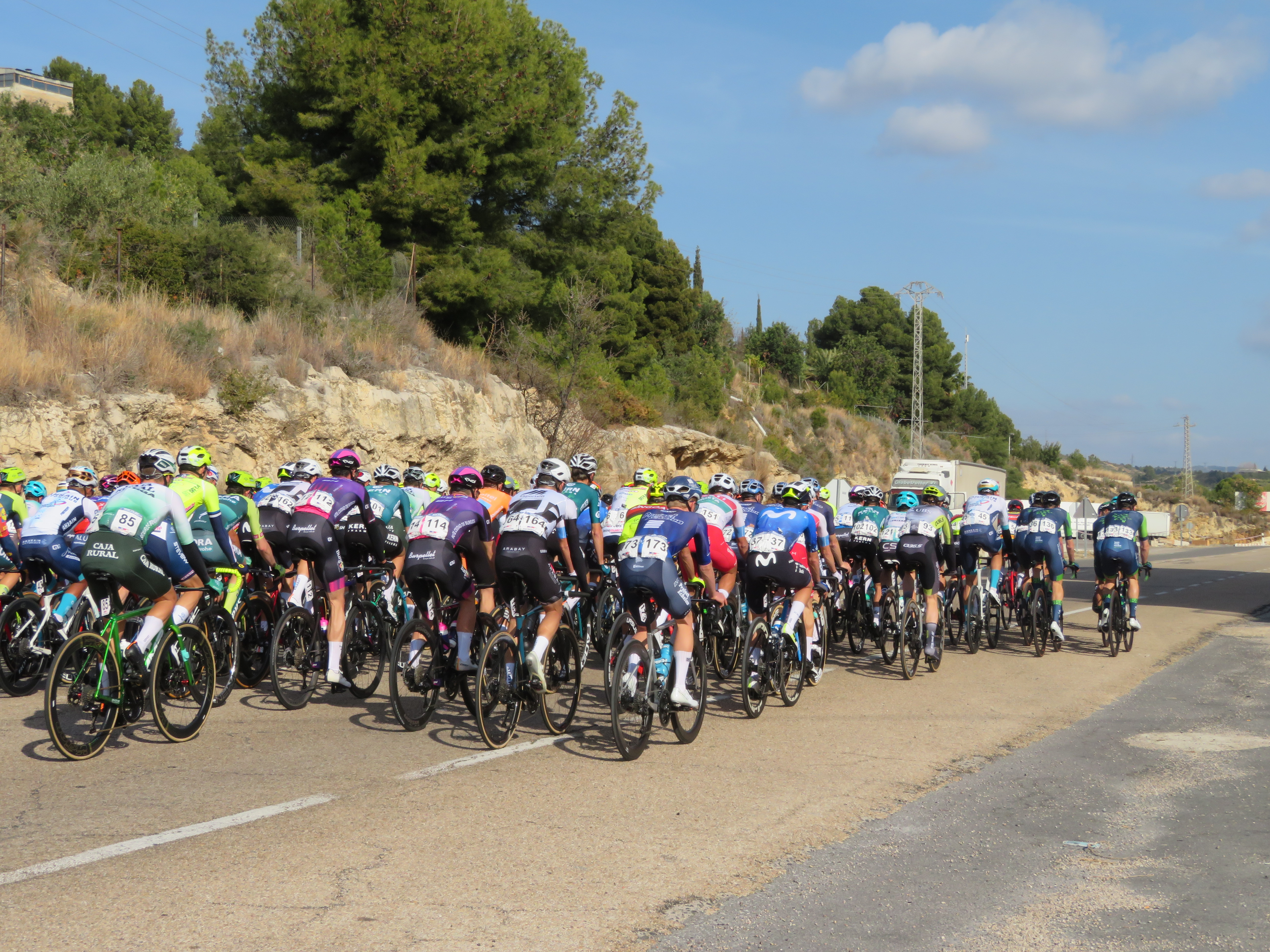
Carrera ciclista. Pelotón ciclista.

2 Prueba por etapas. Se disputan en un mínimo de dos días con una clasificación por tiempos. Se compone de etapas en línea y etapas contrarreloj. Destacan Vuelta a España, Giro de Italia y la más prestigiosa el Tour de Francia. El objetivo es terminar todas las etapas en el menor tiempo posible.
- Critériums: Prueba sobre ruta en un circuito cerrado a la circulación.
- Prueba contrarreloj individual.
- Prueba contrarreloj por equipos.
- Escalada contrarreloj o cronoescalada.

#### Ciclismo en pista
Se caracteriza por disputarse en un velódromo y con bicicletas de pista, que son bicicletas de carretera modificadas. Hay varios tipos de pruebas entre los cuales existen:
- Velocidad individual
- Velocidad por equipos
- Kilómetro contra reloj
- Persecución individual
- Persecución por equipos
- Carrera por puntos
- Keirin
- Scratch
- Madison
- Carrera de eliminación
- Omnium

#### Ciclismo de montaña

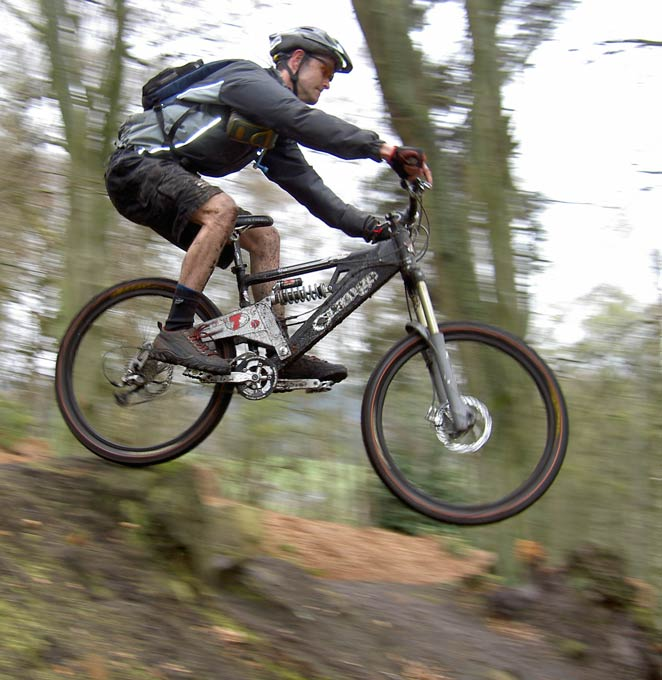
Ciclismo de montaña

- Campo a través (Cross Country)

Especialidad usual del ciclismo de montaña. Las bicicletas suelen llevar suspensión delantera solamente, aunque también se empiezan a utilizar suspensiones traseras. Esta prueba consiste en dar un número determinado de vueltas a un circuito, cuya longitud suele estar comprendida entre los 8 y los 11 kilómetros.
- Marathón

Especialidad donde las bicicletas son de iguales características que las de Cross Country, pero las competiciones no se realizan en circuitos cortos. Suelen ser recorridos de 40-100 km en entornos naturales.
- Descenso (Downhill (DH))[3]

Especialidad en la cual se compite en un camino totalmente en bajada, con saltos y obstáculos tanto naturales como artificiales. Las bicicletas llevan suspensiones delantera y trasera con amortiguadores y aceite hidráulico, además de frenos de disco, neumáticos de mayor anchura y protectores de platos o guía cadena. El equipo de protección es muy similar al de motocross ya que cuenta con casco cerrado, peto, coderas así como antebrazos, espinilleras-rodilleras, goggles y guantes. Es la modalidad más extrema en el deporte del ciclismo.
- Four Cross (4X)

Especialidad parecida al descenso en la cual compiten cuatro ciclistas simultáneamente en un circuito en bajada con obstáculos y saltos espectaculares. Gana el primero en llegar a la meta.

#### Ciclocróss
Modalidad ciclista, nacida a mediados del siglo XX que consiste en realizar un determinado número de vueltas a un circuito con tramos de asfalto, caminos y prados con una serie de obstáculos (naturales o artificiales) que deban obligar al corredor a bajarse de la bicicleta para sortearlos. La principal característica es la utilización de bicicletas de carretera, aunque con algunas diferencias, como neumáticos más anchos para mejorar la tracción sobre tierra y barro o la utilización de pedales de bicicleta de montaña, entre otros. Es frecuente en la preparación invernal de algunos de los profesionales de ruta.

#### Gravel
El gravel es una modalidad de ciclismo entre el ciclismo de carretera y el ciclismo de montaña que mezcla itinerarios por carreteras secundarias así como por senderos, pistas y caminos. Es similar a la práctica del Ciclocrós con la diferencia que el gravel no se celebra dentro de un circuito.

#### Trial
Es una modalidad de ciclismo derivada de los triales de motocicleta. El objetivo es intentar llegar sin velocidad y, tratando de realizar el mínimo número de apoyos con los pies, desde el suelo a la cima de un obstáculo como un vehículo, un barril, un pasamano, rocas, etc.
Existen diferentes categorías según el número de pulgadas de las ruedas:
- 20"

Medida original de las ruedas de bicicletas de trial. Esta medida tenían las ruedas de la primera bicicleta diseñada específicamente para esta modalidad, construida por Montesa, una marca española de motocicletas.
- 24"

A esta modalidad pertenecen bicicletas cada vez más conocidas y aceptadas, y son una mezcla de los mejores aspectos del 20" y del 26".
- 26"

Categoría grande del trial. Las bicicletas han sufrido una evolución vertiginosa y han pasado de ser pesadas y antiestéticas a ser un referente de este deporte. Este tipo de bici permite un pilotaje totalmente diferente al de 20 y superar obstáculos mucho mayores ayudándose de su mayor radio de rueda.

#### Ciclismo en sala

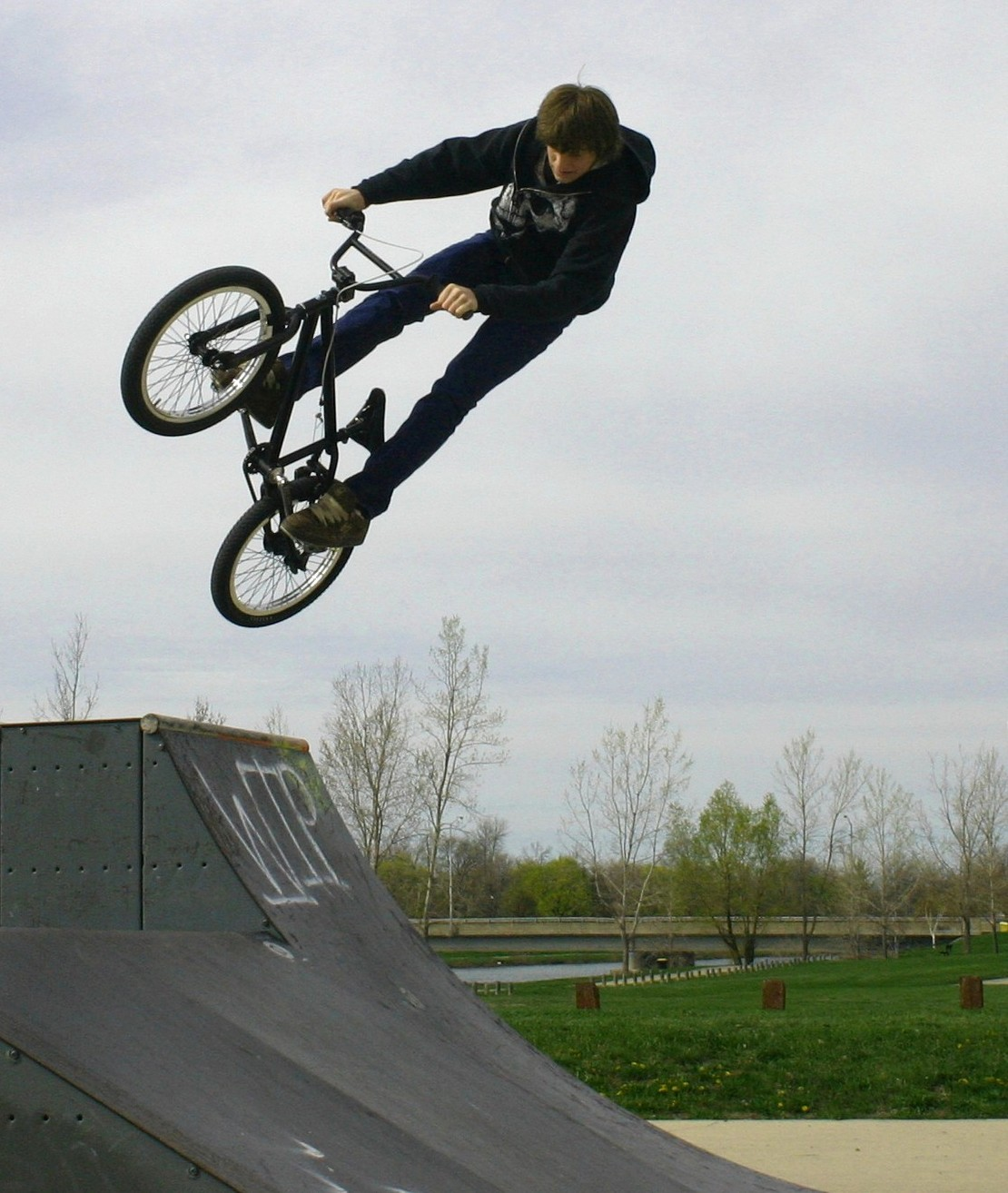
BMX (acrónimo de Bicycle Moto Cross)

Esta se sub-divide en dos categorías:
- Ciclismo artístico

Deporte de interior similar al patinaje artístico sobre hielo y a la gimnasia, practicado con bicicletas especiales y reconocido por la Unión Ciclista Internacional. Es una disciplina que requiere destreza, equilibrio, concentración y coraje. Este deporte es muy popular en Alemania, donde existen 10 000 licencias.
- Ciclobol

Deporte exclusivamente masculino, en el que se enfrentan dos equipos que tratan de meter gol en la portería contraria. Procede del fútbol, pero se utilizan bicicletas.

#### Ciclismo BMX
En el bici motocross (conocido por sus siglas BMX, y por el término en español 'bicicrós') existen dos modalidades: BMX RACE . El primero se practica en circuitos con curvas y obstáculos; actualmente es deporte olímpico, donde el último campeón en Londres 2012 fue el letón Māris Štrombergs en la rama masculina y la rama femenina la colombiana Mariana Pajón mientras que el último campeón mundial fue el francés Joris Daudet. El segundo consiste en hacer trucos sobre la bicicleta.
Freestyle
Se practica con una bicicleta BMX de, por lo general, aro 20. Este deporte consiste en hacer trucos sobre la bicicleta. Existen dos tipos de freestyle:
* Freestyle urbano: consiste en hacer trucos en la calle, plazas, escaleras, etc.
* Freestyle en rampa: este se practica sobre un circuito previamente hecho.

### Recreación

#### Cicloturismo

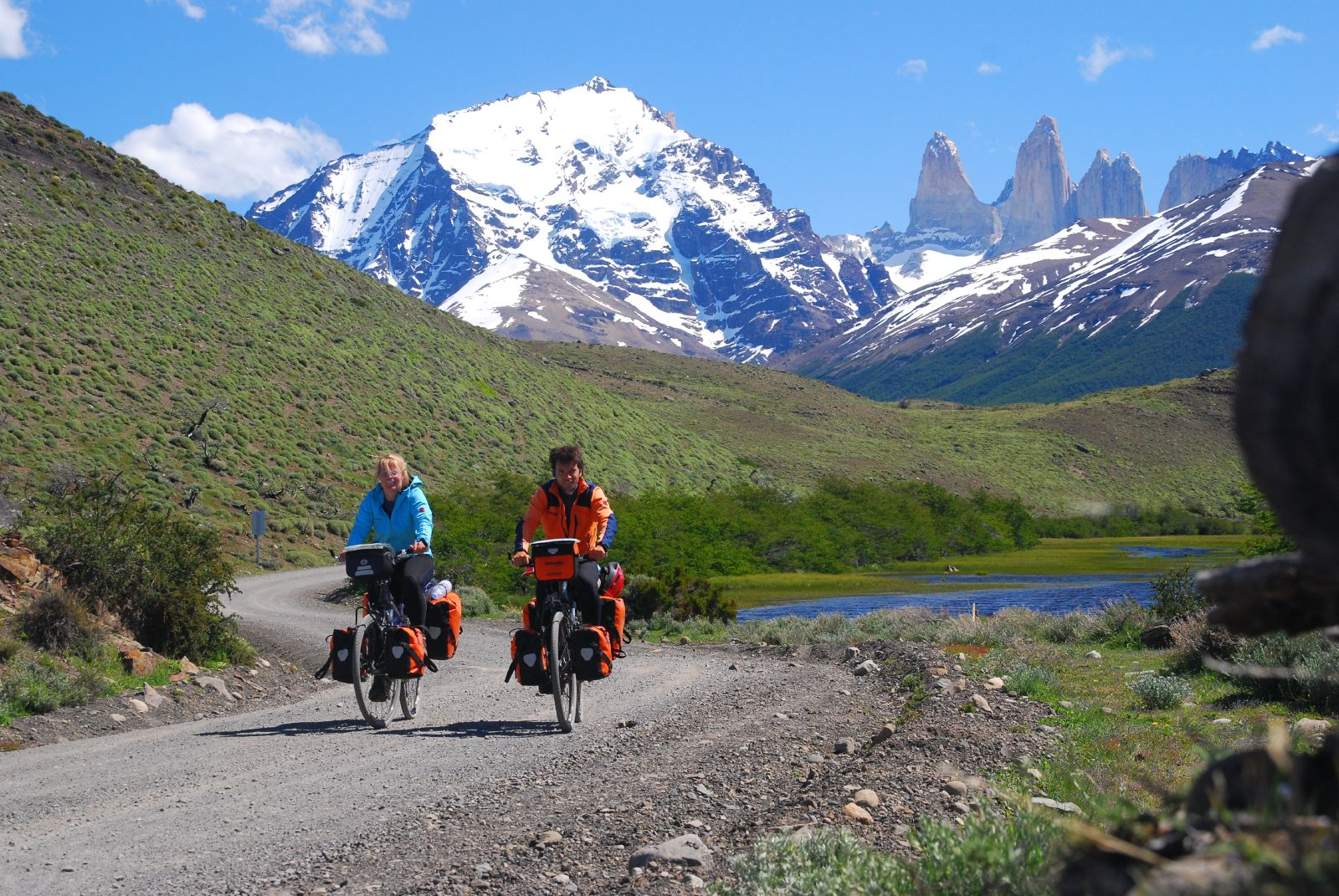
Cicloturismo en la Patagonia

Es la práctica del ciclismo sin ánimo competitivo, usando la bicicleta como medio de ejercicio físico, diversión, transporte o turismo. Se realizan viajes cortos durante el día, o viajes más largos que pueden durar días, semanas e incluso meses; en esta modalidad se viaja llevando consigo los elementos necesarios para sobrevivir, aunque unos cargan con la casa a cuestas (tienda campaña) y otros prefieren pernoctar en hostales, albergues, etc. Es bastante común que se realice en solitario. Un gran proyecto para incentivar el cicloturismo en Europa es EuroVelo.

##### Competencias cicloturistas
A pesar de que por su denominación no se considere ciclismo competitivo existen «pruebas» o rutas organizadas en las que algunos de los participantes compiten entre sí como en la marcha cicloturista Quebrantahuesos y en la Treparriscos, más liviana que la Quebrantahuesos pero aun así es bastante exigente, y que ambas tienen los puntos de salida y llegada en Sabiñánigo (Huesca-España), la marcha marcha Perico Delgado por los puertos de montaña de Guadarrama con salida y llegada en Segovia, lugar de nacimiento del ciclista que da nombre a la marcha o en las pruebas de «ultramaratón ciclista» (randonneur), entre otras, pero en ellas se presupone que hay que ser totalmente autónomo sin asistencias, al contrario que en el ciclismo en ruta que está todo mucho más controlado. El Cruce del Lagarto es considerado uno de los eventos de resistencia más duros de Panamá.  Consiste en atravesar el Istmo de Panamá desde el océano Atlántico al Pacífico, transitando por caminos Off-Road, y atravesando el gran Lago Gatún (en cayucos) todo esto en un solo día.  Es uno de los eventos más respetados en Panamá y pone a prueba la fuerza mental, la resistencia y habilidades de manejo de las bicicletas.

### Urbano

#### Ciclismo urbano

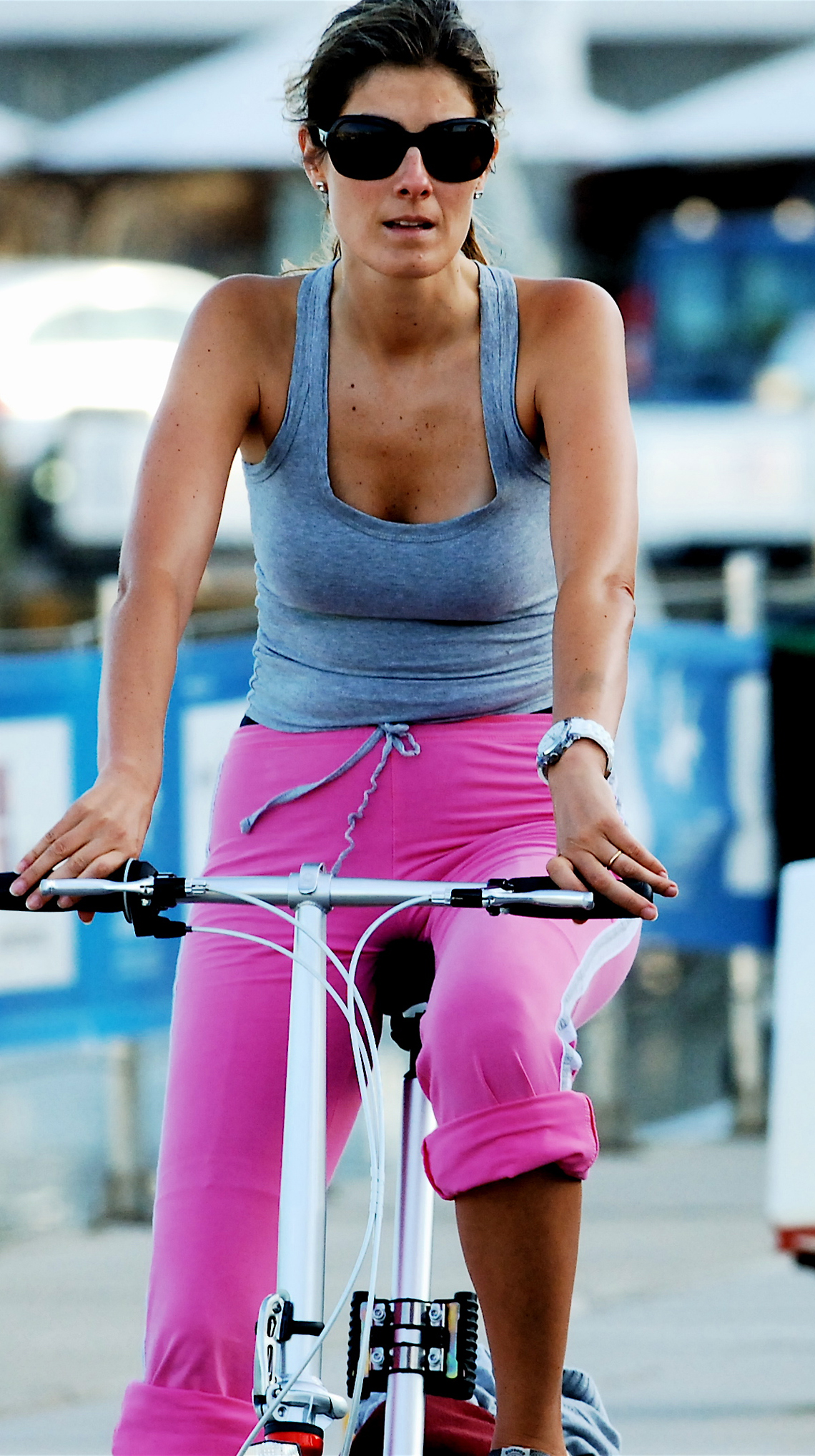
Ciclista urbana en Cascaes, Portugal

El ciclismo urbano no es necesariamente un deporte, aunque favorece la salud de quien lo practica. Consiste en la utilización de la bicicleta como medio de transporte urbano, ya sea al trabajo, de compras, para hacer gestiones o de ocio; se trata por tanto de distancias cortas o medias recorridas en medio urbano y sus alrededores. Sus seguidores son, junto con los cicloturistas, los que viven la bicicleta como medio de transporte. Ciudades con excelente infraestructura ciclista son Ámsterdam en Países Bajos, Copenhague en Dinamarca entre otras. España y Argentina, que tradicionalmente no ocupaban posiciones relevantes en el ámbito del ciclismo urbano, van mejorando paulatinamente. Barcelona fue reconocida en 2011 como la tercera mejor ciudad para el ciclismo urbano del mundo según el ranking elaborado por The Copenhagenize Index y Sevilla mereció en 2013 la cuarta posición mundial y primera de España. Ambas ciudades, junto a Buenos Aires siguen manteniendo posiciones de liderazgo en la clasificación de 2015, situándose entre las quince mejores del mundo. Bogotá, Colombia estuvo en su día posicionada como la tercera ciudad del mundo más amigable al ciclista, detrás de Ámsterdam (1) y Copenhague (2).

## Entrenamiento
Durante las últimas décadas se han ido perfeccionando las técnicas de entrenamiento y nutrición ciclista facilitando todo tipo de recursos a los aficionados para poder avanzar en su preparación.

## Historia del ciclismo

### Primeras bicicletas
Todos los inventos humanos son el resultado de intentar satisfacer una necesidad. Aunque, a veces, la falta de ingenio o la falta de tecnología, puede no permitirnos una determinada satisfacción.
También se dan casos en los que los inventos aparecen como evolución de lo que inicialmente era un divertimento intelectual.
La bicicleta no empezará a desarrollarse como tal hasta finales del siglo XVIII.

### De las primeras pruebas al profesionalismo
La primera prueba ciclista de la historia a modo competitivo registrada se disputó el 31 de mayo de 1868 en un pequeño circuito de 1200 metros en el parque de Saint-Cloud, a las afueras de París, en la que participaron 7 ciclistas y fue ganada por el expatriado británico James Moore con una bicicleta de madera de piñón fijo y ruedas de hierro.
Un año después se disputó la primera carrera propiamente dicha, concretamente el 7 de noviembre de 1869, entre París y Rouen. En ella participaron un centenar de ciclistas con el objetivo de culminar o ganar la prueba consistente en 123 km y finalmente la lograron acabar 33. De nuevo el británico James Moore ganó la prueba con un tiempo de 10 h y 45 min. La intención de los organizadores fue demostrar que la bicicleta valía como medio de transporte para largas distancias.

### Primeras organizaciones ciclistas
Las primeras asociaciones ciclistas se crearon en Florencia (Italia) el 15 de enero de 1870 y en Holanda en 1871 y posteriormente en Gran Bretaña y en España (Sociedad Velocipedista Madrileña y el Club Velocipédico de Cádiz) en 1878 pero fueron asociaciones con pocos recursos de pequeños clubs. La primera asociación nacional fue la francesa en 1881 que creó el primer campeonato francés de ciclismo.
En 1892 se creó la Asociación Internacional de Ciclistas, en Londres siendo la primera asociación internacional de ciclismo. Pero divergencias entre los países que la formaban produjo que el 14 de abril de 1900 se crease la Unión Ciclista Internacional, actual organismo rector, fundado en París. Los integraron las federaciones nacionales de Francia, Bélgica, Estados Unidos, Italia y Suiza. En España el primer organismo ciclista nacional fue la Unión Velocipédica Española creada en 1895.
Estas asociaciones se basaban prácticamente en el ciclismo en pista y ciclismo en ruta ya que apenas existían otras modalidades. Sin haber ningún tipo de especialización ya que los corredores disputaban indistintamente ambas disciplinas desde los 333 metros de pista hasta los más de 100 kilómetros de la ruta. Sin embargo, se puede decir que el ciclismo en pista cogió cierta ventaja al organizarse su primer mundial en 1895 ya que al disputarse en un velódromo se podía controlar mejor aparte de poder cobrar entrada.

### Primeras competiciones
En el ciclismo en pista la primera carrera se considera los Seis Días de Londres creados en 1878, y en 1895 se efectuó el primer Campeonato Mundial de dicha disciplina contando con pruebas de velocidad y medio fondo.
Entre 1890 y 1900 nacieron grandes pruebas de ciclismo en ruta, que con el paso de los años se han convertido en monumentos, algunas hoy todavía existentes como la Lieja-Bastogne-Lieja, la París-Roubaix...

#### Pruebas en España y América
En España las primeras pruebas estatales surgirían de un colectivo de fabricantes de bicicletas de Éibar durante la República. Desde 1932 a 1935 se celebró la Éibar-Madrid-Éibar en 4 etapas, antesala de la Vuelta a España. Si bien anteriormente ya se habían disputado carreras en pequeños clubs, siendo oficialmente los más antiguos la Volta a Cataluña (1911) y la Clásica de Ordizia (1922) debido a la influencia francesa al estar próximo a dicha frontera.
En América la primera carrera registrada fue la Vuelta Ciclista del Uruguay cuya primera edición fue en 1939.

### FIAC y FICP
En 1965, bajo la presión del Comité Olímpico Internacional, la UCI (Unión Ciclista Internacional) se dividió en la "Federación Internacional Amateur de Ciclismo" (FIAC) y la "Federación Internacional de Ciclismo Profesional" (FICP), coordinando ambas instituciones. La amateur se fijó en Roma, la profesional en Luxemburgo, y la UCI en Ginebra.
La Federación Amateur era la más extensa de ambas organizaciones, con 127 miembros por los cinco continentes. Era dominada por los países del este europeo, que eran básicamente amateurs. Además, representaba al ciclismo en los Juegos Olímpicos, y solo competían contra los miembros de la Federación Profesional en raras ocasiones.
En 1992, la UCI unificó a la FIAC y la FICP, fusionándose dentro de la UCI. La organización conjunta se trasladó a Lausana.

## Deporte olímpico
El ciclismo forma parte del programa olímpico desde la primera edición moderna de los Juegos Olímpicos de Atenas en 1896, cuando se celebraron 5 pruebas de pista (velocidad, sprint, 12 horas pista, 10 000 m y 100 km) y 1 prueba de ruta (87 km).
En los Juegos Olímpicos de Estocolmo 1912 solo se disputaron pruebas en la disciplina en ruta, única vez que ocurrió tal circunstancia.
Hasta los Juegos de Los Ángeles 1984 la participación fue solamente masculina. Las mujeres empezaron a participar en las pruebas de ruta en dichas olimpiadas y en las pruebas de pista en los Juegos de Seúl 1988.
En las Olimpiadas de Atlanta de 1996 participaron por primera vez los ciclistas profesionales y se introdujo la modalidad de ciclismo de montaña.
En los Juegos Olímpicos de Pekín 2008 se agregó otra modalidad de esta disciplina, «BMX SX» (BMX Supercross), esta modalidad descendiente del BMX incorpora nuevas dificultades como una rampa de salida con mayor inclinación y saltos de mayor envergadura, con considerables velocidades.
Todas las pruebas olímpicas de ciclismo han sido de velocidad, nunca hubo eventos acrobáticos o de trial.